# Werner Pöhls
Werner Pöhls (* 20. November 1890 in Neu Lübtheen; † 29. September 1977 in Bad Honnef) war CDU-Politiker und mecklenburgischer Minister für Gesundheitswesen 1949/50.

## Leben
Pöhls besuchte die Dorfschule und die Privatknabenschule in Lübtheen. Im Herbst 1908 verließ er das Realgymnasium vor der Reifeprüfung und absolvierte den einjährigen Militärdienst. 1909 trat er als Beamtenanwärter in das großherzogliche Amt Grabow ein. 1911 legte Pöhls die Prüfung für die Registraturdienst in der Domanialverwaltung ab und war fortan als Amtsdiatär in den Ämtern Neubukow, Boizenburg, Bergamt Lübtheen, Hagenow und Grabow tätig. 1919 wurde Pöhls zum Verwaltungsaktuar ernannt und wechselte nach Schwerin ins Siedlungsamt des mecklenburgischen Ministeriums für Landwirtschaft, Domänen und Forsten. 1926 stieg Pöhls zum Amtmann auf, 1945 wurde er zum Regierungsrat befördert.
In der Weimarer Republik war Werner Pöhls der Deutschen Demokratischen Partei beigetreten, für die er sich 1924 um ein Mandat in der Schweriner Stadtverordnetenversammlung bewarb. Pöhls hatte sich zudem publizistisch betätigt und u. a. in den Mecklenburgischen Monatsheften veröffentlicht. Nach 1945 gehörte zu den Mitbegründern der CDU in Schwerin. Er war Mitglied im Landesvorstand und vor allem für die Pressearbeit zuständig. Unter seiner Verantwortung erschien im Dezember 1945 Der Demokrat als Presseorgan des CDU-Landesverbandes Mecklenburg-Vorpommern. Pöhls veröffentlichte hier zahlreiche Artikel, die sich stets auf offizieller Parteilinie befanden und als „fortschrittlich“ galten. Für die Organisationsarbeit im Landesverband wurde er vom Ministerium freigestellt. Schließlich belohnte der Landesvorstand seine Anpassungsfähigkeit mit dem Ministeramt, das nach dem Wechsel von Friedrich Burmeister nach Berlin freigeworden war. 1950 weigerte sich Pöhls, statt des Ministeramtes einen Landratsposten oder das Amt eines stellvertretenden Bürgermeisters anzunehmen. Er wurde arbeitslos und leitete von 1951 bis 1953 den Verlag der Märkischen Union. 1953 verließ er die DDR und siedelte erst nach Düsseldorf und 1958 nach Bad Honnef über.